# Siebzehner bei Welzheim
Die Siebzehner im Welzheimer Wald waren siebzehn Bauernhöfe, die der Grundherrschaft des Klosters Lorch, aber der hohen und niederen Obrigkeit der Herrschaft der Erbschenken von Limpurg unterstanden. Sie gehörten zum limpurgischen Halsgericht in Seelach bei Gschwend.
Das Kloster hat diese Höfe zu verschiedenen Zeiten vor allem im späten Mittelalter erworben, den letzten 1516. Mit der Ausbildung des Konzepts der Landeshoheit kam es nach der Reformation zu territorialen Streitigkeiten zwischen Württemberg (als Landesherr des aufgehobenen Klosters Lorch) und Limpurg, die sich in den 1570er Jahren zuspitzten. Aus den Aussagen der damals durchgeführten Zeugenverhöre geht die Gemengelage der verschiedensten Rechte deutlich hervor. 1592 wurde ein Vergleich geschlossen, der die Rechtsverhältnisse dauerhaft regelte. Damals gehörten zu den Siebzehnergütern: Altersberg 1 Gut, Nardenheim 2, Seelach 1, Hintersteinenberg 4, Vordersteinenberg 5, Deschental 1, Wighartsrüte (Schafhof) 1, Kapf 1, Krettenbach (Stixenhof) 1.
Es gab kein eigentliches Siebzehnergericht, sondern nur ein Gericht zu Seelach, das im 16. Jahrhundert nach Gschwend verlegt wurde. In Gschwend war es mit 13 Richtern besetzt. Richter werden konnten alle Bauern, die dem Gericht unterstanden, nicht nur die 17 lorchischen Bauern. Ein Zusammenhang mit der so genannten Waibelhube ob Gmünd besteht nicht.

## Gewannnamen
Westlich längs der L 1153 Seelach–Hintersteinenberg beim Nardenheimer Wasserturm liegt ein Flurgewann Gerichtswasen am beginnenden Abhang ins Krättenbachtal, weiter unterhalb davon am Hang ein Waldgewann Galgenlauch.

## Romantische Fiktion
Offenbar waren die Bauern am Ende des 18. Jahrhunderts von einer „alten Siebenzehner-Herrlichkeit“ überzeugt, wie der Historiker des Hauses Limpurg Heinrich Prescher bekundet (II, S. 216–221). Bei dem Hochgericht bei Seelach würden Löcher der Säulen ehemaliger Galgen gezeigt. Angeblich könne man diese nie auffüllen. Hier habe man über Leben und Tod gerichtet. Der jüngste habe das Urteil als Henker vollzogen, nach der Arbeit aber seine Handschuhe weggeworfen.
Die Geschichte geriet über den Aufsatz von Justinus Kerner im Cotta’schen Morgenblatt 1816 (Nr. 203) in die Sammlungen der Brüder Grimm für einen dritten Band ihrer Deutschen Sagen. Aus der Handschrift Jacob Grimms wurde die Sage von Barbara Kindermann-Bieri 1993 in Bd. 3 der Uther’schen Ausgabe der Deutschen Sagen abgedruckt:

„Unter den Bewohner des welzheimer Walds im Württembergischen hat sich die Sage von ehmals daselbst bestandenen Volksgerichten erhalten. Auf einer Haide zwischen Seelach und Nardenheim sollen sich noch Überreste einer Gerichtsstätte finden; die Stelle ist eine der höchsten des ganzen Waldgebirgs, von da aus kann es ganz übersehen werden. Hier sollen siebzehn vor dem unter freiem Himmel versammelten Volke über Leben und Tod gerichtet haben. Der jüngste hatte die Verpflichtung den Nachrichter zu machen. In rothem Mantel, ein breites, langes Schwert in der Rechten erschien er und trug große Handschuhe von rothem Leder, die er jedesmal nach vollzogenem Urtheile wieder von sich warf. Die Nachkömmlinge dieser Siebzehner hatten durch Jahrhunderte Schwert und Mantel verwahrt, bis der Mantel vielleicht in sich selbst zerfiel, das alte theure Schwert aber in neuerer Zeit zu Brotmeßern umgeschmiedet wurde. Noch jetzt lebende Greise haben ehmals beide Kleinode gesehen.“

Aus der Oberamtsbeschreibung Gaildorf 1852 ergibt sich, dass die Siebzehner-Tradition damals im Volk noch lebendig war. Die Handschuhe habe die 87-jährige Witwe eines Siebenzehners von Nardenheim im Haus gehabt und hinsichtlich des Richtschwerts habe sie sich erinnert, es sei von einem Siebenzehner in Seelach in einen Astbecker (Sonderform einer Hippe) umgeschmiedet worden.
Um 1953 drehte ein geschäftstüchtiger Altertumshändler dem Schwäbisch Gmünder Stadtmuseum das angebliche Richtschwert der Siebzehner an.

## Moderne Fehldeutungen
Nach den gründlichen archivalischen Forschungen von Adolf Diehl 1943 ist den Mutmaßungen über einen uralten Ursprung des Gerichts und seinen Zusammenhang mit der Grafschaftsverfassung aller Boden entzogen. Dies hindert jedoch die amtlichen Websites der Gemeinden Welzheim und Alfdorf (Stand: Oktober 2005) nicht daran, die alten Irrtümer ins Internet zu übertragen. Da liest man von einem Gericht mit 17 freien Bauern, das es nie gegeben hat.